# Comté de Wyandotte
Le comté de Wyandotte est l’un des 105 comtés de l’État du Kansas, aux États-Unis. Il a été fondé le 26 février 1867. Son siège est Kansas City. Selon le recensement de 2000, la population du comté est de 155 509 habitants.

## Géographie
Le comté a une superficie de 403 km², dont 392 km² est de terre.

### Géolocalisation
|                      | Comté de Platte (Missouri) | Comté de Clay (Missouri)    |
| Comté de Leavenworth | Comté de Wyandotte         | Comté de Jackson (Missouri) |
|                      | Comté de Johnson           |                             |

## Politique et administration
Depuis 1997, le comté de Wyandotte et la ville de Kansas City disposent d'un gouvernement unifié (en anglais : Unified Government of Wyandotte County/Kansas City).
Avec le comté de Douglas, le comté de Wyandotte est l'un des deux bastions démocrates de l'État du Kansas, favorable Parti républicain. Cela s'explique notamment par l'électorat ouvrier et ethniquement divers de Kansas City.